# Павлович Олександр Іванович

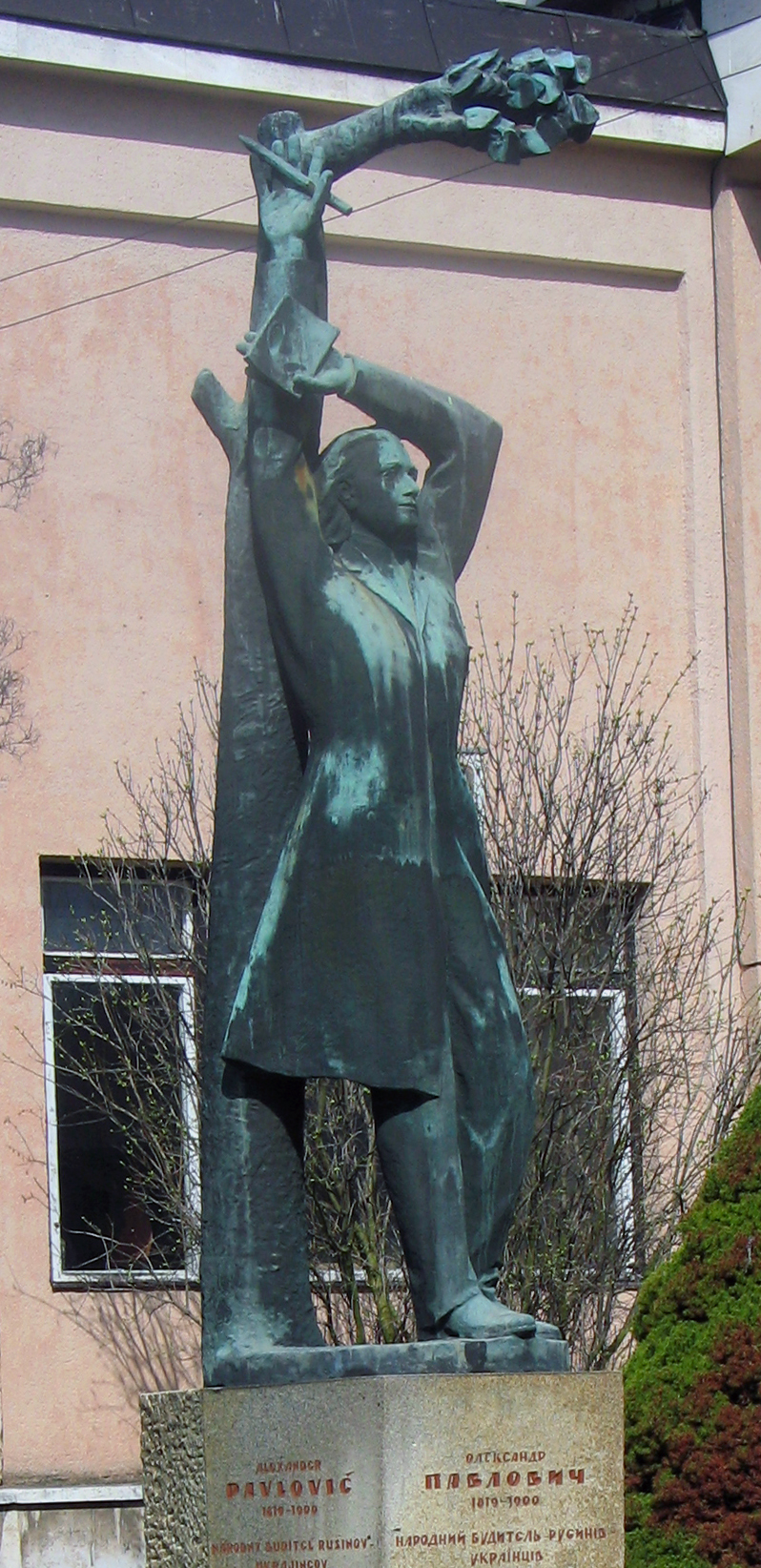
Пам'ятник Олександру Павловичу у Свіднику

Олекса́ндр Іва́нович Павло́вич (19 вересня 1819, Шариське Чорне, тепер Словаччина — 25 грудня 1900, Вишній Свидник, тепер Словаччина ) — український поет, громадський діяч, педагог, греко-католицький священник, фольклорист. Писав на шаришському діалекті української мови та словацькою мовою.

## Життєпис
Рано втративши батьків, зазнав тяжкої сирітської долі. Навчався в гімназії та духовній семінарії. Був священником. Ще в роки навчання О. Павлович виявляв глибокий інтерес до літератури та народної творчості, яка справила на нього значний вплив. Йому належать ліричні та епічні вірші, публіцистичні твори. Друкувався в періодичних закарпатських, галицьких, буковинських виданнях. 1860 р. вийшла збірка поезій О. Павловича «Пісник для маковицької дітви», що стала підручником для молодших школярів. У творах поета виразно звучить соціальний мотив. Він вболівав за долю гнобленого народу, прагнув своєю скромною літературною працею прислужитись розвитку рідної культури.
У 1847 р. закінчив Трнавську духовну семінарію, греко-католицький священник. Друг і соратник О. Духновича.
Належав до так званих будителів. Прогресивне значення їх культурно-освітньої роботи дещо зменшується тим, що, протестуючи проти мадяризації русинів, вони ігнорували живу народну мову, писали здебільшого язичієм. Лише в окремих журналах найталановитіші з них, як О. Павлович, О. Духнович зверталися до народної мови.
У 1847 р. О. Павлович працював вихователем у с. Куримі, бібліотекарем у Пряшеві, потім близько 13 років — священником та педагогом у Біловежі та 37 років у Свиднику.
У 1847 р. написав «Стан бідного селянина» — поему глибокого змісту, великої сили та поетичної краси.
Свого першого вірша «Гори, гори зелененькі, як вас не видати…» присвятив передчасно померлим батькові і матері.
Вже у віршах студентських років проявив любов до рідного народу. Вірний своєму народові залишився протягом усього життя. У своїй творчості виступив як активний поборник єдності слов'ян. «Чтобы реки словянской жизни злилися в одно море», — заявив він у вірші «Дума об отамане Подкове». Збірка віршів «Венец стихотворений» вийшла після смерті О. Павловича у 1920 р.
З великим зацікавленням стежив за розвитком літературного життя слов'янських сусідів. В українцях, які жили на північному схилі Карпат, вбачав своїх кровних братів.
Вже за часів соціалістичної Чехословаччини (1955 рік) його поезії були зібрані та видані зусиллями громадського діяча Івана Шлепецького.
Олександра Івановича захоплювала діяльність угорського революційного поета Ш. Петефі. Велику увагу впродовж усього свого життя О. Павлович приділяв фольклору українського населення Закарпаття. Він сам записував усну народну творчість, заохочував інших до її збирання, виступав за її публікацію та вивчення. О. Павлович розглядав дослідження народного життя як патріотичну діяльність, що свідчить про історичне коріння культури народу. Він перший на Закарпатті зробив паспортизацію записів зразків народної творчості, чим заклав там основи фольклористичної науки.
О. Павлович віддав свої фольклорні записи Я. Головацькому, який опублікував їх у чотиритомному збірнику «Народні пісні Галицької й Української Русі». Його записи народних пісень опублікував і польський дослідник Янота (Краків, 1862).
О. Павлович написав віршики для дітей («Песник для маковицкой русской детвы)»,1860), які містять найважливіші педагогічні та патріотичні поради про правильне їх виховання й поведінку, про любов до батьків, до свого народу.
У 1955 р. у Пряшеві було видано його вибрані праці.
О. Павлович дбав про історичне коріння народу, наголошував на зв'язку історії з сучасністю. Він служив своєму народові, вірив у його краще майбутнє.
Оспівав революцію 1848 та революційні події у Франції 1871. Кращі твори Павловича написані місцевим діалектом з елементами «язичія». Наприклад «Думки над могилою под Бардиевом на 1849 г.», про І. Підкову тощо), дидактично-моралізуючі і суспільні теми.
Помер О. Павлович 25 грудня 1900 року в м. Свиднику.
1866 — Предсмертное наставленіе матери-крестьянки своим дєтям — Ibid, 1866, № 1, стр. 25–28.
У примітках про народні повір'я зазначено а) если больного исповедывать, а особенно если совершают над ним елеосвящение, — то такой больной не жилець на этом света; б) человек за гробом питается, как и здесь, поэтому во гроб кладуть мертвецу булку хлеба и бутылку водки.
- Песни буковинськи народни. — Гол. нар., 1866, № 12 и 16
- Песнь вояцкаа року 1859 перенята впрость из уст воинов руских полка Пармы — Ibid, 1866, № 22
- Песни м. Черняхова, Житомірскаго уряда — Кыевл., 1866, № 12

Посмертно вийшли збірку «Венец стихотворений» (1955). Павлович збирав етнографічні та історичні матеріали про Маковицю.

## Творчість
Збірки та видання:
- 1860 — Песник для маковецкой руской детви
- 1875 — Дума об атамане Подков
- 1920 — Вінець стихотвореній Павловича
- 1965 — Радянське літературознавство